# Gottfried von Herder
David Alexander Gottfried Freiherr von Herder (* 11. Oktober 1858 in Schloss Rauenstein; † 22. Januar 1912 ebenda) war ein deutscher Rittergutsbesitzer, Leutnant der Reserve und konservativer Politiker (Deutschkonservative Partei).

## Leben und Wirken
Der Sohn des Rittergutsbesitzers und sächsischen Landtagsabgeordneten Wilhelm Freiherr von Herder (1824–1907) besuchte Gymnasien in Berlin und Weimar. Anschließend studierte er an den Universitäten Lausanne, Bonn und Halle (Saale) die Fächer Rechtswissenschaften, Nationalökonomie und Landwirtschaft. Während seines Studiums in Bonn war er Mitglied im Corps Hansea Bonn.
Herder war Leutnant der Reserve im Magdeburgischen Husaren-Regiment Nr. 10. Er war Mitglied der Bezirksversammlung des Erzgebirgischen Kreises und gehörte dem Kreisausschuss in Zwickau an. Er war Ehrenritter des Johanniterordens.
Bei der Reichstagswahl 1893 wurde er im 20. sächsischen Wahlkreis (Zschopau-Marienberg) in den Reichstag gewählt, dem er für eine Legislaturperiode angehörte. Bei der folgenden Reichstagswahl 1898 unterlag er in der Stichwahl knapp dem Sozialdemokraten Emil Rosenow mit 49,8 zu 50,2 Prozent der Stimmen.